# Philipp Beisteiner
Philipp Beisteiner (* 5. November 1977 in Wien) ist ein österreichischer Moderator, Autor, Reporter und Rechtsanwalt. Er ist bekannt für seine vielseitigen Tätigkeiten in der Medienbranche sowie im juristischen Bereich.

## Leben
Philipp Beisteiner begann bereits während seiner Schulzeit seine Karriere in den Medien. Als freier Moderator arbeitete er für den ORF bei Radio Salzburg und war auch als Reporter für das Radioprogramm Ö3 tätig. Nach Abschluss seiner Matura absolvierte er ein Volontariat beim ORF in Salzburg. Parallel dazu studierte er Rechtswissenschaften, zuerst in Salzburg und später in Hannover, wo er 2001 seinen Magisterabschluss machte. Später promovierte er erfolgreich an der Universität Salzburg.
Seit 1997 arbeitet er freiberuflich als Moderator, Musikplaner, Autor und Reporter in der Musik-, Unterhaltungs- und Magazinredaktion, hauptsächlich als fester freier Mitarbeiter beim Hörfunksender NDR 1 Niedersachsen. Er war auch für andere bekannte Sender wie WDR, MDR und Radio Bremen tätig und nahm an verschiedenen privaten und öffentlichen Veranstaltungen teil.
Seit 2011 ist Beisteiner als Rechtsanwalt in einer Kanzlei in Burgwedel bei Hannover tätig, nachdem er die Zulassung durch die Rechtsanwaltskammer Celle erhalten hat.